# Gobernador Udaondo (Argentina)
Gobernador Udaondo é uma localidade do partido de Cañuelas, da Província de Buenos Aires, na Argentina. Possui uma população estimada em 277 habitantes (INDEC 2001).